# Classe ATC V20
Pour les articles homonymes, voir V20 et ATC.
La classe ATC V20, dénommée « Pansements chirurgicaux », est un sous-groupe thérapeutique de la classification anatomique, thérapeutique et chimique, développée par l'OMS pour classer les médicaments et autres produits médicaux. La classe ATC vétérinaire correspondante dans la classification ATCvet est QV20. Le sous-groupe présenté ici est celui établi par l'OMS, et peut donc différer des versions dérivées utilisées dans certains pays. Il fait partie du groupe anatomique V de la classification, intitulé « Divers ».
Ce sous-groupe ne contient aucun produit.